# Polsat
Polsat — польський комерційний телевізійний канал, який перший отримав ліцензію на загальнопольське мовлення. Розпочав роботу 5 грудня 1992 o 16:30. Головний канал Телебачення Polsat. Засновник каналу: Зигмунт Солож-Жак.
Телеканал є найрейтинговішим комерційним телеканалом Польщі.